# 町田猛郎
町田 猛郎（まちだ たけしろう、1856年3月20日（安政3年2月14日） - 1916年（大正5年）6月8日）は、日本の政治家、衆議院議員（1期）。

## 経歴
播磨国飾東郡姫路（現兵庫県姫路市）で姫路藩士の家に生まれた。1877年、大阪師範学校卒。質屋業を営む。小学校訓導、城西小学校校長となる。また、姫路市会議員、同参事会員、同学務委員、破産管財人を務める。
1902年の第7回衆議院議員総選挙において姫路市選挙区から帝国党公認で立候補したが1票差で落選した。1903年の第8回衆議院議員総選挙で当選した。衆議院議員を1期務め、1904年の第9回衆議院議員総選挙で落選した。1916年に死去した。